# Federico I. Gonzaga

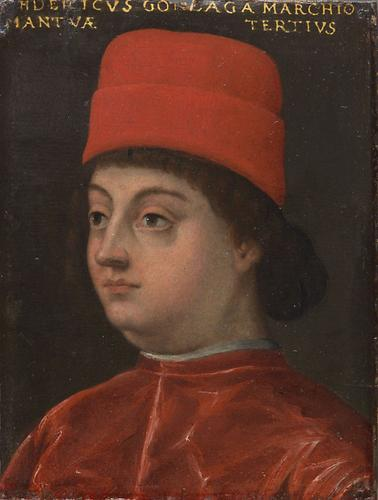
Federico I. Gonzaga, Bild eines unbekannten Malers im Kunsthistorischem Museum, Wien

Federico I. Gonzaga genannt il Gobbo (* 25. Juni 1441 im Mantua; † 14. Juli 1484 ebenda) war der Sohn des Markgrafen Ludovico III. Gonzaga von Mantua und dessen Nachfolger als Markgraf von Mantua ab 1478.

## Biografie

### Herkunft und Familie
Federico war der älteste Sohn des Markgrafen Ludovico III. Gonzaga von Mantua aus dessen Ehe mit Barbara von Brandenburg. Wie auch zwei seiner Schwestern, hatte er eine erblich bedingte deformierte Wirbelsäule. Trotz dieser gesundheitlichen Einschränkung gelang es den Eltern, im Gegensatz zu den Eheanbahnungen für seine Schwestern Susanna und Dorotea, die deswegen scheiterten, für Federico eine standesgemäße Heirat zu organisieren. Die Wahl fiel auf Margarete von Bayern (1442–1479), eine Tochter Albrechts III., Herzog von Bayern-München. Die Eheanbahnung mit einer Prinzessin deutscher Herkunft wurde mit Sicherheit beeinflusst durch den Willen der Mutter, die auch dafür sorgte Federicos Schwester Barbara Gonzaga mit einem Deutschen zu verheiraten. Die Verhandlungen für die Hochzeit wurden 1462 in Mantua geführt und der Verlobungsvertrag am 8. September desselben Jahres unterzeichnet. Federico Gonzaga und Margarete von Bayern heirateten am 10. Mai 1463 in Mantua.
Durch seinen Vater wurde Federicos militärische Ausbildung, der Familientradition entsprechend, gefordert und organisiert. Hingegen konnte er bis zum Ende der sechziger Jahre offensichtlich keine politisch aktive Rolle spielen. Erst seit 1469 wurde er nicht nur für militärische, sondern auch für politische Belange vom Vater eingesetzt, wie die Kontakte zu den Sforza in Mailand belegen. Daraus lässt sich schlussfolgern, dass ab diesem Zeitpunkt die Entscheidung von Ludovico, ihn als Nachfolger zu bestimmen, gefallen war. Im Dezember 1476, nach der Ermordung von Galeazzo Maria Sforza, wurde Federico zusammen mit seinem Vater, der capitano generale (Befehlshaber) der Armee der Sforza war, mobilisiert und konzentrierte ein Kontingent in Marcaria, das bereit war, im Gebiet von Mailand einzugreifen. Federico kam auch hier nur eine untergeordnete Rolle zu. Trotz seines schlechten Gesundheitszustandes und seines Alters von 65 Jahren erschien sein Vater persönlich am 6. Januar 1477 in Mailand. Durch seine Anwesenheit trug er dazu bei, die Nachfolge von Gian Galeazzo Sforza unter der Regentschaft der Herzogin Bona von Savoyen zu garantieren.

### Markgraf von Mantua
Der Vater starb am 12. Juni 1478 und Federico wurde am 14. Juni offiziell als Markgraf von Mantua anerkannt. Gleich zu Beginn seiner Herrschaft stand Federico vor einem gewaltigen Problem: das Testament des Vaters war verschwunden und er hatte vier Brüder, die Ansprüche geltend machen konnten. Manche Quellen berichten, die resolute Mutter, Barbara von Brandenburg, hätte ihre Finger dabei im Spiel gehabt. Es findet sich die Behauptung, das Testament sei absichtlich vernichtet worden. Fakt ist, das Testament war spurlos verschwunden. Markgräfin Barbara erklärte, den Inhalt des Dokuments zu kennen, in dem eine Teilung festgelegt worden wäre. Um Meinungsverschiedenheiten zwischen den Kindern zu vermeiden, würde sie mit dieser Teilung fortfahren. Inwieweit sie in diesem heiklen Moment die Geschichte der Familie und des Staates steuerte ist nie geklärt worden.
Durch dieses Ereignis wiederholte sich, was beim Regierungsantritt seines Vaters geschah: das Land wurde geteilt. Nur war Ludovico damals der positive Umstand zuteilgeworden, dass seine Brüder ohne Erben starben und dadurch das gesamte Land wieder in seine Hände fiel. Die Teilung, die Federico mit seinen Brüdern vornahm, sollte die Geschichte des Gonzaga-Staates dauerhaft prägen und für das kleine Land endgültig sein. Die Gebiete, die er an seine Brüder Gianfrancesco und Rodolfo abtrat, gingen Mantua für immer verloren. Die Hauptlinie erlosch mit Vincenzo II. Gonzaga bereits im Jahr 1627 und dies mündete in einen Erbfolgekrieg der die Eigenständigkeit Mantuas selbst bedrohte.
Federico hatte zumindest den Großteil der Markgrafschaft Mantua behalten, den Brüdern wurden westliche und nördliche Grenzgebiete abgetreten. In den folgenden Wochen konnte er mit seinen Brüdern noch eine Einigung über verschiedene territoriale Anpassungen erzielen, durch die strategisch wichtige Orte wie Canneto und Viadana in seinen Besitz übergingen. Eine endgültige Vereinbarung zwischen allen Erben wurde im Februar 1479 festgelegt. Am 10. Juni 1479 gewährte Kaiser Friedrich III. den Brüdern die erforderlichen Investituren. Bei den Verbündeten wurde die Teilung der Markgrafschaft mit einiger Skepsis betrachtet; so stellte man am Mailänder Hof der Sforza die berechtigte Frage, wie Federico mit den reduzierten Mitteln die Verpflichtungen einer politisch-militärischen Allianz mit Mailand halten könne.
Zu Beginn des Jahres 1479 wurde Federicos Vertrag mit Mailand erneuert, mit einer jährlichen Zahlung von 70.000 Dukaten. Mit 400 bewaffneten Männern und 500 Infanteristen sollte er für Mailand in den Krieg ziehen, der von Papst Sixtus IV. und König Ferdinand von Neapel gegen Lorenzo de’ Medici, den Herrscher der Republik Florenz, geführt wurde. Federicos Weggang wurde jedoch mehrfach verschoben und er zog erst Ende April los, nachdem er die Zahlung der Rückstände und die Ernennung zum Generalgouverneur aller Mailänder Streitkräfte in dieser Region erhalten hatte. Über Pistoia zog er in die Toskana ein und war dann im Frühjahr und Sommer 1479 persönlich an den Operationen beteiligt, allerdings mit sehr mittelmäßigen Ergebnissen. Die Meinungsverschiedenheiten zwischen dem Generalkommandanten Ercole d’Este und dem Gonzaga, und insbesondere ein schwerer Zwischenfall zwischen dem Kontingent Mantuas und des Este (um die Beute der Burg von Casole d’Elsa brach ein heftiger Kampf aus, mit zahlreichen Todesfällen – laut einem Chronisten über 100), hatten negative Auswirkungen auf militärische Operationen und veranlassten die mailändische Regierung, Federico und seine Männer im Juli in das Operationsgebiet in Perugia zu verlegen. Im August war dann ein guter Teil des Mantua-Kontingents, weil es keine Bezahlung erhalten hatte, desertiert. Federico blieb jedoch noch in Mittelitalien bis zum 12. Oktober 1479, als die Nachricht von der Krankheit seiner Frau eintraf und ihn nach Mantua abreisen ließ; sie starb am 14. Oktober.
Zwischen Juni 1480 und Januar 1481 wurde die Hochzeit seiner ältesten Tochter Chiara mit Gilbert de Bourbon, dem Grafen von Montpensier, ausgehandelt. Die Mitgift betrug 26.000 Dukaten. Mit einem großen Fest wurde diese politisch motivierte Hochzeit gefeiert und am 16. Juni 1481 reiste Chiara nach Frankreich. Kurz danach wurden Verhandlungen für die Hochzeit des ältesten Sohnes Francesco (fünfzehn) und Isabella d’Este (sieben), Tochter von Herzog Ercole und Eleonora von Aragón, geführt. Man einigte sich auf einer Basis von 25.000 Dukaten Mitgift, zuzüglich 8.000 von Federico zu zahlenden Anteils. Bei der Vertragsunterzeichnung wurde der Markgraf von Francesco Secco vertreten. Die Verlobung wurde in den folgenden Monaten mit gegenseitigen Besuchen und entsprechenden Feierlichkeiten gewürdigt.

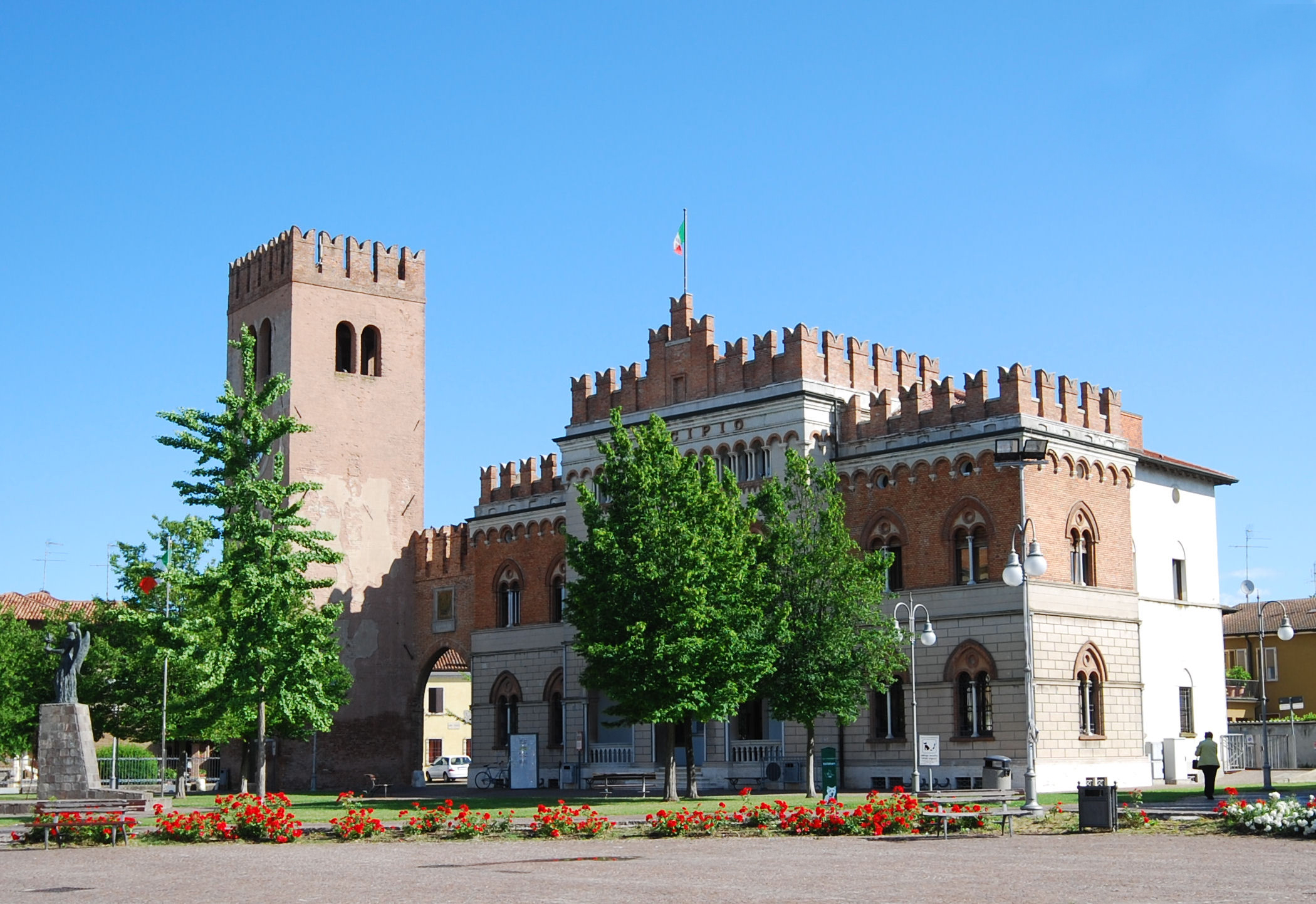
Castello di Marmirolo, heute Rathaus

Der Expansionsdrang des Papstes Sixtus IV. brachte im Jahr 1481, nach der gescheiterten Einnahme von Florenz, sein Bündnis mit der Republik Venedig, um nun das Herzogtum Ferrara anzugreifen. Da er auch Neapel bedrohte, schloss sich dem Bündnis des Ercole d'Este von Ferrara mit Ludovico il Moro in Mailand und dem Medici in Florenz auch der König von Neapel an. Die Kriegsoperationen begannen im August 1482. Federico Gonzaga übernahm dabei eine untergeordnete Rolle, da die Armee der Liga dem Kommando von Federico da Montefeltro unterstellt wurde. Der Krieg streifte bei Melara auch das Gebiet von Mantua. In den vorangegangenen Monaten hatte Federico vorsorglich durch die talentierten Ingenieure Giovanni da Padova und Luca Fancelli seine Grenzburgen instand setzen lassen, unter anderem in Goito, Cavriana, Canneto, Viadana und Marcaria. Wie sein Vater hatte auch er ein großes Interesse an Architektur und neben militärischen Objekten, betraf dies auch Sakralbauten; so ließ er in der Kathedrale von Mantua den Bau der Kapelle di S. Maria dei Voti vornehmen. Sein besonderes Interesse, neben dem weiteren Ausbau von Mantua, galt dem im Jahr 1435 von Markgraf Gianfrancesco erbauten Schloss in Marmirolo, welches er in dem Geschmack seiner Zeit wohnlich herrichten ließ. Das Engagement Federicos im Bereich der Entwicklung der Künste ist nachweisbar durch mehrere Briefe, in denen er konkrete Anweisungen gab. Am Hof von Mantua wirkte während der kurzen Zeit seiner Herrschaft weiterhin der bereits von seinem Vater engagierte Künstler Andrea Mantegna. Federicos persönliches Interesse galt neben der Malerei und Bildhauerei, auch der Goldschmiedekunst, der Numismatik sowie der Typografie.
Seit August 1483 konnte Federico wegen seines schlechten Gesundheitszustandes nicht mehr persönlich an den militärischen Operationen gegen Venedig teilnehmen, obwohl er am 12. April 1483 zum capitano generale des Herzogs von Mailand ernannt worden war und einen Fünf-Jahres-Vertrag unterzeichnet hatte. In den unter der Führung von Alfonso, Herzog von Kalabrien, auch im Gebiet von Mantua stattfindenden Kampfhandlungen, übertrug er sein Kommando an Francesco Secco. Im Oktober wurde nach einer kurzen Belagerung das für Mantua bedeutsame Asola erobert. Federico erlaubte seinem jungen Sohn Francesco dem Unternehmen unter Francesco Secco beizutreten, um von ihm das Waffenhandwerk zu erlernen. Federico versuchte die Kontrolle über die Stadt Asola zu festigen, deren Eroberung ein bescheidenes, aber realistisches Ziel einer Beteiligung am Krieg gewesen wäre, und ließ 400 Einwohner als Geiseln nach Mantua bringen. Asola wurde aber im Rahmen des Friedens von Bagnolo vom 7. August 1484, wenige Wochen nach Federicos Tod, wieder venezianisch. Als Entschädigung wurden Mantua 60.000 Dukaten zugesprochen.
Federico I. Gonzaga starb am 14. Juli 1484 in Mantua. Er hatte sein Testament bereits mehrere Jahre vor seinem Tod am 21. April 1479 gemacht, kurz vor seinem Einmarsch in die Toskana. Mit Ausnahme des ältesten Sohnes, war für keines der anderen Kinder sein Vermächtnis von politischer Bedeutung. Er bat darum, „sine aliqua pompa aut cerimonia“ (ohne Pomp oder Zeremonie) in der Gruft seiner Vorfahren in der Kirche San Francesco bestattet zu werden, wo auch seine Frau Margarete und sein Vater Ludovico beigesetzt waren.

## Nachkommen

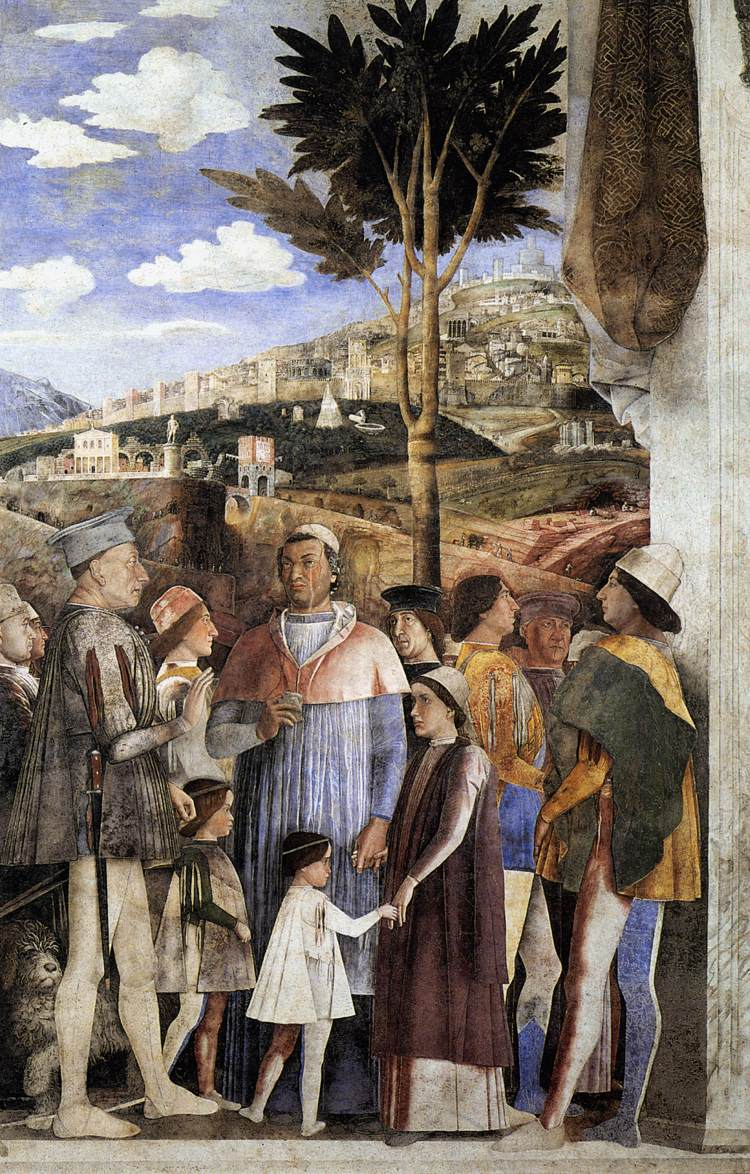
Federico I. (rechts) mit seinen Kindern Chiara, Francesco und Sigismondo (Fresko des Andrea Mantegna)

Federico heiratete am 10. Mai 1463 in Mantua Margarete von Bayern (* 1. Januar 1442; † 14. Oktober 1479), eine Tochter von Herzog Albrecht III. von Bayern-München und hatte mit ihr sechs Kinder:
- Chiara (Clara) Gonzaga (* 1. Juli 1464; † 2. Juni 1503) ⚭ 25. Februar 1481 Gilbert de Bourbon (* 1443; † 15. Oktober 1496), Graf von Montpensier
- Francesco II. Gonzaga (1466–1519), Markgraf von Mantua ab 1484

⚭ 12. Februar 1490 Isabella d’Este (* 18. Mai 1474; † 13. Februar 1539), Tochter Ercoles I., Herzog von Ferrara
- Sigismondo Gonzaga (* 1469; † 3. Oktober 1525), seit 1505 Kardinal
- Elisabetta Gonzaga (1471–1526) ⚭ 11. Februar 1489 Guidobaldo I. da Montefeltro (* 1472; † 1508), Herzog von Urbino
- Maddalena Gonzaga (* 1472 in Mantua; † 8. Januar 1490 in Pesaro)[3] ⚭ 27. Oktober 1489 Giovanni Sforza, Herr von Pesaro (* 5. Juli 1466; † 27. Juli 1510)[3]
- Giovanni Gonzaga (* 1474; † 23. September 1525) ⚭ 1493 Laura Bentivoglio († 1523), Tochter des Giovanni – Nachkommen: Markgrafen und Fürsten von Vescovado

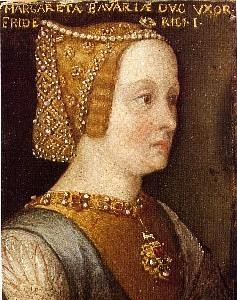
Margarete von Bayern, Markgräfin von Mantua (1442–1479)
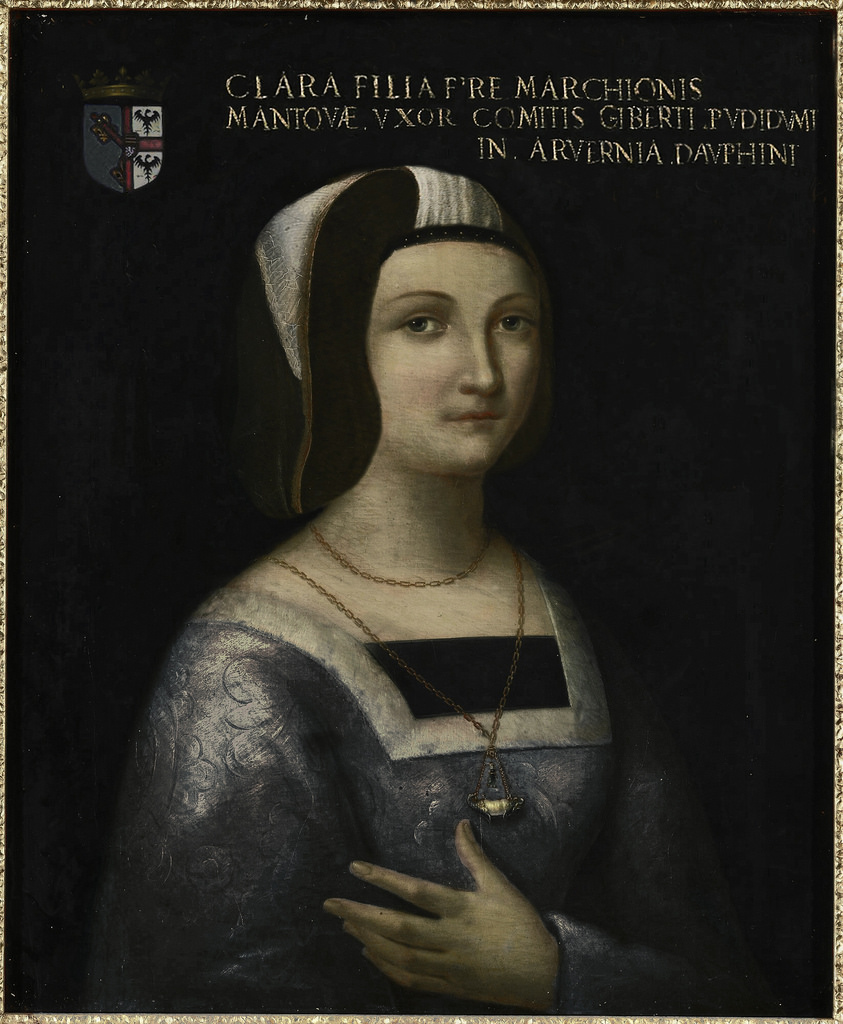
Chiara (Clara) Gonzaga (1464–1503)
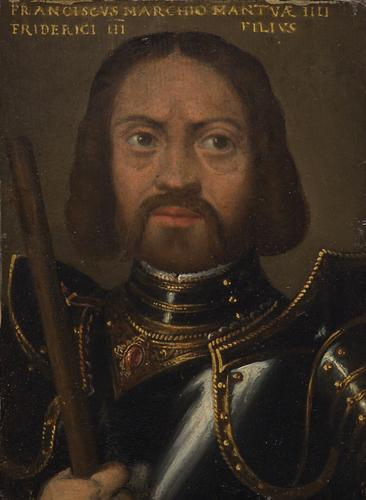
Francesco II. Markgraf von Mantua (1466–1519)
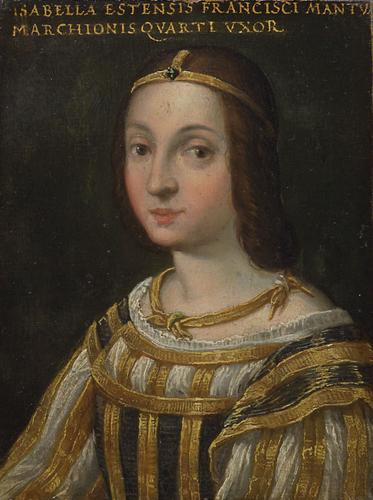
Isabella d’Este, Markgräfin von Mantua (1474–1539)
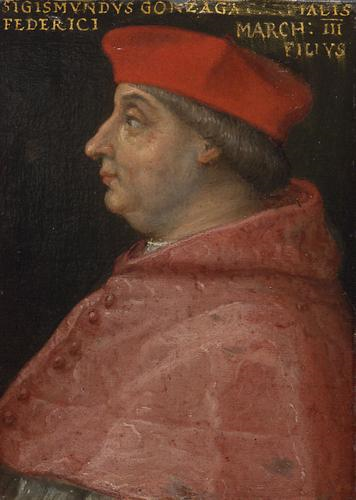
Kardinal Sigismondo Gonzaga (1469–1525)
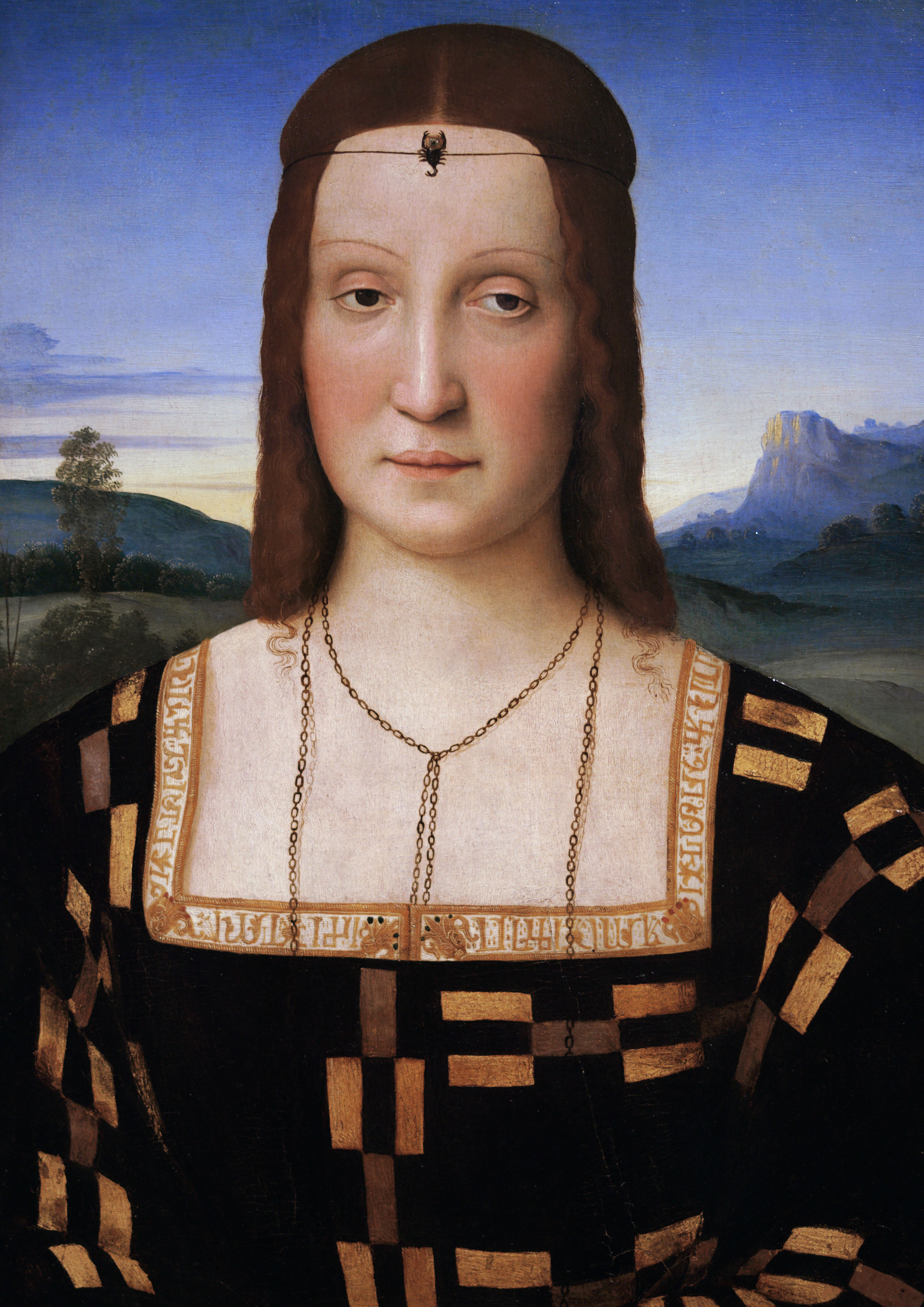
Elisabetta Gonzaga (1471–1526)
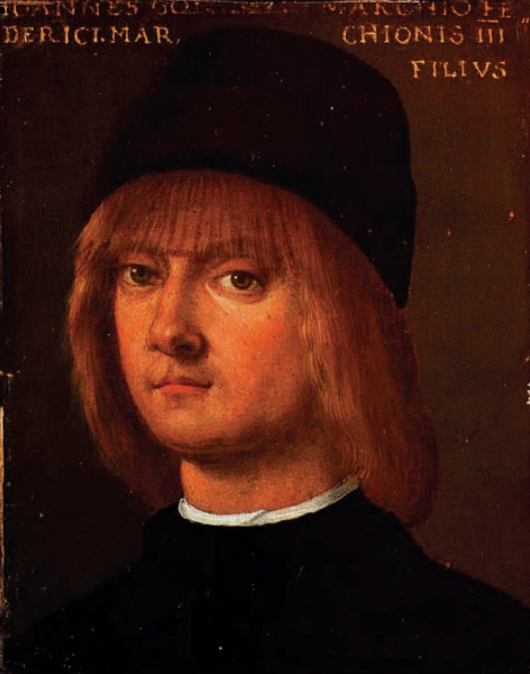
Giovanni Gonzaga di Vescovado (1474–1525)